# Jean-Claude Lattès
Pour les articles homonymes, voir Lattès.
Jean-Claude Lattès, né le 3 septembre 1941 à Nice et mort le 27 janvier 2018 à Paris, est un éditeur et écrivain français.
Il est le fondateur des éditions Jean-Claude Lattès.

## Biographie
Jean-Claude Lattès est le fils d'Alfred Lattès, dit Fred, marchand de tissus, conseiller municipal de Nice de 1965 à 1977, et figure de la communauté juive de la ville, et de son épouse Simone Lattès ; il a deux frères.
Après le baccalauréat, il fait des études de lettres et de commerce (à l'ESCP). À 21 ans, il entre à Combat au service culturel et collabore aux pages lettres de Le Nouveau Candide, L’Express, Les Nouvelles littéraires et L’Observateur.
En 1965, il prend la tête du service promotion des éditions Robert Laffont. En 1968, il crée avec Jacques Lanzmann Édition Spéciale, où sont publiés des livres événement. Le premier, Ce n’est qu’un début de Philippe Labro, trouve un large public.

### Éditions Jean-Claude Lattès
En 1972, Jean-Claude Lattès fait cavalier seul, Édition Spéciale devient éditions Jean-Claude Lattès. De 1972 à 1981, cette maison publie près de 2 000 titres et rencontre de grands succès avec Le Sac de billes, de Joseph Joffo, L'Amour aveugle, de Patrick Cauvin, Louisiane, de Maurice Denuzière, Le Nabab d'Irène Frain, Léon l'Africain d'Amin Maalouf ou encore Le Vent du soir, de Jean d’Ormesson. De nombreux jeunes auteurs sont découverts, des collections sont consacrées à la musique, à la culture juive, à la culture arabe (dont les romans de Naguib Mahfouz qui obtiendra le prix Nobel) sans oublier de nombreux documents politiques et historiques.
En 1981, Jean-Claude Lattès cède sa maison au groupe Hachette et devient directeur général du groupe Livre qu’il redresse et internationalise.

### De l'édition à l'écriture
En 1991, Jean-Claude Lattès quitte Hachette, s’installe dans un vignoble en Provence, à Mirabeau en Vaucluse, voyage et s’adonne à ses passions préférées : la lecture, l’écriture, les voyages. Avec Éric Deschodt, il écrit deux romans : Le Seul Amant et Marguerite et les enragés, fruits de séjours en Inde et en Italie.
Sa passion pour l’Antiquité l’amène à vivre à Rome, à Jérusalem et à Alexandrie. 
Sa biographie d'Agrippa Ier, intitulée Le Dernier Roi des Juifs, paraît en 2012 chez NiL Éditions.

### Vie privée
Époux de Nicole Lattès, Jean-Claude Lattès est le père de David Lattès, photographe mort en avril 2017, à l'âge de 45 ans, et de Dominique Lattès, journaliste et conceptrice rédactrice.

## Œuvres

### Romans
- 2000 : Le Seul Amant, avec Éric Deschodt, Ed. Seuil[2]  (ISBN 2020416883)
- 2005 : Marguerite et les enragés, avec Éric Deschodt, Ed. Seuil  (ISBN 2020813327)

### Biographie
- 2012 : Le Dernier Roi des Juifs, NiL éditions  (ISBN 2841116263) Traduit en américain sous le titre The Last King of the Jews par William Rodarmor, il est publié comme livre numérique par Open Road Media en janvier 2014.